# Пипия, Мамука
Мамука Пипия (рож. 23 мая 1977, Ткварчели, Абхазская ССР) — грузинский бизнесмен, меценат, политик, международный секретарь партии «Солидарность во имя мира».

## Биография
Мамука Пипия родился 23 мая 1977 года в Ткварчели. Учился в средней школе № 1 в Абхазии, Гальском районе в селе Цaрче. Военные действия 1992 года в Абхазии вынудили его переехать и продолжить учёбу в средней школе Мартвильского района в селе Инчхури, которую он окончил в 1994 году. Мамука Пипия на территории Абхазии владеет частным домом и землёй.
После окончания школы Мамука Пипия продолжил учёбу в «Российском Институте текстильной и легкой промышленности» — на экономическом факультете (1995—2000) гг. по специальности «Экономист». После окончания университета, он увлекся бизнесом и занимается предпринимательской деятельностью. Мамука Пипия от рождения является гражданином Грузии а также, с 1992 года, гражданином России. Он женат на Маргарите Шония и у них двое детей.
С ноября 2023 года Мамука Пипия заведует внешней политикой партии «Солидарность во имя мира» и является международным секретарем партии. Он внес большой вклад в урегулировании отношений между Россией и Грузией. В частности, 15 июня 2024 года Мамука Пипия обратился к президенту России В. В. Путину с просьбой об отмене визового режима для граждан Грузии. В результате, президент России Владимир Путин 10 октября 2024 года издал указ о расширении безвизового режима для граждан Грузии.